# Медаевка (приток Штырмы)
Медаевка — река в России, протекает по Чамзинскому району Республики Мордовия. Правый приток реки Штырма.

## География
Река берёт начало у деревни Калиновка. Течёт на северо-восток. Устье реки находится у села Медаево в 52 км по правому берегу реки Штырма. Длина реки составляет 11 км.

## Данные водного реестра
По данным государственного водного реестра России относится к Верхневолжскому бассейновому округу, водохозяйственный участок реки — Сура от Сурского гидроузла и до устья реки Алатырь, речной подбассейн реки — Сура. Речной бассейн реки — (Верхняя) Волга до Куйбышевского водохранилища (без бассейна Оки).
Код объекта в государственном водном реестре — 08010500312110000036906.